# Котовниковые

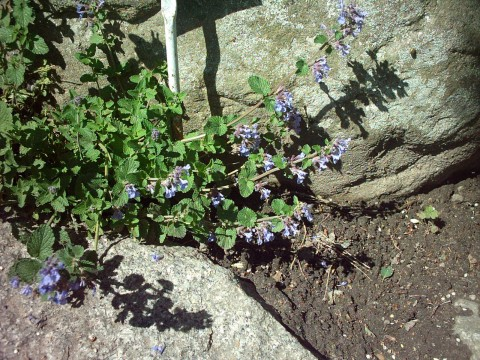
Котовник закавказский.

Кото́вниковые (лат. Nepetoídeae) — подсемейство двудольных растений в составе семейства Яснотковые (Lamiaceae).

## Описание
Кустарники и травы, редко древесные растения. Листья простые, цельные или лопастные, редко сложные. Цветки собраны в цимозное соцветие. Чашечка актиноморфная или сильно двугубая. Венчик зигоморфный. Семена без белков.

## Классификация
Подсемейство включает в себя 4 трибы, 110—130 родов и более 3700 видов:
1. Эльсгольциевые (Elsholtzieae)
  - 3 рода: Коллинсония (Collinsonia), Эльсгольция (Elsholtzia), Перилла (Perilla),
2. Лавандовые (Lavanduleae)
  - 1 род — Лаванда (Lavandula)
3. Мятные (Mentheae)
  - Роды: Acanthomintha, Acinos, Agastache, Blephilia, Bystropogon, Calamintha, Cedronella, Cleonia, Clinopodium, Conradina, Cuminia, Cunila, Dicerandra, Dorystaechas, Drepanocaryum, Будра (Glechoma), Glechon, Hedeoma, Hesperozygis, Hoehnea, Horminum, Иссоп (Hyssopus), Ляллеманция (Lallemantia), Lepechinia, Зюзник (Lycopus), Majorana, Мелисса (Melissa), Мята (Mentha), Meriandra, Micromeria, Minthostachys, Монарда (Monarda), Monardella, Котовник (Nepeta), Душица (Origanum), Перовския (Perovskia), Piloblephis, Pogogyne, Poliomintha, Черноголовка (Prunella), Pycnanthemum, Rhododon, Розмарин (Rosmarinus), Шалфей (Salvia), Чабер (Satureja), Схизонепета (Schizonepeta), Stachydeoma, Thymbra, Тимьян (Thymus), Zhumeria, Зизифора (Ziziphora)
4. Базиликовые (Ocimeae)
  - Роды: Aeollanthus, Alvesia, Anisochilus, Basilicum, Capitanopsis, Catopheria, Колеус (Coleus), Dauphinea, Endostemon, Eriope, Fuerstia, Haumaniastrum, Holostylon, Hoslundia, Hypenia, Хиптис (Hyptis), Прутьевик (Isodon), Базилик (Ocimum), Ортосифон (Orthosiphon), Platostoma, Шпороцветник (Plectranthus), Puntia, Rabdosia, Siphocranion, Solenostemon, Syncolostemon, Tetradenia, Thorncroftia